# Symboles des Évangélistes dans la Cathédrale Saint-Sauveur
 (août 2025).
Motif : Problème de mise en forme très importants depuis 2009 (soit 16 ans). Sources quasi-inexistantes.
- Archive Wikiwix
- Bing
- Cairn
- DuckDuckGo
- E. Universalis
- Gallica
- Google
- G. Books
- G. News
- G. Scholar
- Persée
- Qwant
- (zh) Baidu
- (ru) Yandex
- (wd) trouver des œuvres sur Wikidata

| 1. | Préciser le motif de la pose du bandeau. | Précisez le motif de la pose du bandeau en utilisant la syntaxe suivante : {{admissibilité à vérifier\|date=août 2025\|motif=remplacez ce texte par le motif}}                                                                  |
| 2. | Informer les utilisateurs concernés.     | Pensez à avertir le créateur de l'article, par exemple, en insérant le code ci-dessous sur sa page de discussion : {{subst:avertissement admissibilité à vérifier\|Symboles des Évangélistes dans la Cathédrale Saint-Sauveur}} |

 (juillet 2025).
- Si vous ne connaissez pas le sujet, laissez ce bandeau (vous pouvez alors contacter les auteurs).
- Si vous supprimez le contenu mis en cause (vous pouvez préalablement contacter les auteurs),

argumentez précisément cette suppression dans la page de discussion
(un manque de référence n'est pas un argument ; une recherche réelle de référence doit avoir été effectuée, être formellement documentée).
 (juillet 2025).
La mise en forme du texte ne suit pas les recommandations de Wikipédia : il faut le « wikifier ».
Les points d'amélioration suivants sont les cas les plus fréquents :
- Les titres sont pré-formatés par le logiciel. Ils ne sont ni en capitales, ni en gras.
- Le texte ne doit pas être écrit en capitales (les noms de famille non plus), ni en gras, ni en italique, ni en « petit »…
- Le gras n'est utilisé que pour surligner le titre de l'article dans l'introduction, une seule fois.
- L'italique est rarement utilisé : mots en langue étrangère, titres d'œuvres, noms de bateaux, etc.
- Les citations ne sont pas en italique mais en corps de texte normal. Elles sont entourées par des guillemets français : « et ».
- Les listes à puces sont à éviter, des paragraphes rédigés étant largement préférés. Les tableaux sont à réserver à la présentation de données structurées (résultats, etc.).
- Les appels de note de bas de page (petits chiffres en exposant, introduits par l'outil «  Source ») sont à placer entre la fin de phrase et le point final[comme ça].
- Les liens internes (vers d'autres articles de Wikipédia) sont à choisir avec parcimonie. Créez des liens vers des articles approfondissant le sujet. Les termes génériques sans rapport avec le sujet sont à éviter, ainsi que les répétitions de liens vers un même terme.
- Les liens externes sont à placer uniquement dans une section « Liens externes », à la fin de l'article. Ces liens sont à choisir avec parcimonie suivant les règles définies. Si un lien sert de source à l'article, son insertion dans le texte est à faire par les notes de bas de page.
- La présentation des références doit suivre les conventions bibliographiques. Il est recommandé d'utiliser les modèles {{Ouvrage}}, {{Chapitre}}, {{Article}}, {{Lien web}} et/ou {{Bibliographie}}. Le mode d'édition visuel peut mettre en forme automatiquement les références.
- Insérer une infobox (cadre d'informations à droite) n'est pas obligatoire pour parachever la mise en page.

Pour une aide détaillée, merci de consulter Aide:Wikification.
Si vous pensez que ces points ont été résolus, vous pouvez retirer ce bandeau et améliorer la mise en forme d'un autre article.
Les symboles des Évangélistes de la cathédrale Saint-Sauveur sont quatre statues de la cathédrale d'Aix-en-Provence, accompagnées d'inscriptions en latin.

## Coupole de la nef romane
Quatre sculptures des « Vivants » de la vision d’Ezéchiel (Ez 10) et de l’Apocalypse (Ap 4 & 5) décorent la base des quatre trompes de la coupole de la nef romane. Ces « Vivants » ont été attribués comme symboles aux quatre évangélistes par saint Irénée, père de l’Église latine du IIe siècle.
Sur les méplats qui bordent chacune de ces sculptures, des inscriptions latines résument le message religieux porté par ces quatre Vivants. La bibliographie ne mentionne pas qu’un relevé épigraphique précis ou une restitution graphique de ces inscriptions ait été réalisée à ce jour.
Cette restitution vient d’être réalisée - au Laboratoire d’Archéologie Médiévale Méditerranéenne de la Maison Méditerranéenne des Sciences de l’Homme d’Aix-en-Provence, dirigé par Henri Amouric - par Marc Brion, infographiste, sur des photos de Jean-Claude Carbone, ville d’Aix-en-Provence.

### La coupole de la nef romane
La quatrième travée de la nef romane, datée du XIIe siècle, comporte trois étages :
- base carrée constituée par les plans des arcs doubleaux et des arcs de décharge des murs gouttereaux de la 4e travée - Ces arcs ont 7,60 m de largeur et 11,60 m de hauteur à la clef. Côté Nord, un arc brisé décentré, plus tardif, sous-tend l’arc de décharge et constitue un passage d’accès vers la nef gothique.
- Un tambour octogonal, faisant transition entre la base carrée et la coupole - De 2,50 m de hauteur, il est constitué aux 4 coins cardinaux par les murs construits sur les 4 arcs de la travée et aux 4 coins NE, SE, SO et NO par des trompes accrochées à ces murs.

Ces trompes sont décorées à leur tiers inférieur par un groupe sculpté orné d’inscriptions latines représentant les « quatre Vivants » : un homme ailé, un taureau ailé, un aigle et un lion ailé, symboles des Évangélistes Matthieu, Luc, Jean et Marc. Les blocs sculptés d’où jaillissent les vivants, sculptés en haut relief, servent d’appui aux génératrices des trompes.
- Une coupole de 4,50 de hauteur de forme hémisphérique surmontée d’un oculus et portée par le tambour -Elle est ornée d’une frise et de pilastres surmontés de chapiteaux.

### Les groupes sculptés - Force et clarté dans la composition
(Planches 1 à 4)
Pour un observateur placé au bas de la coupole, le contour apparent de chacune des sculptures en haut relief est un secteur circulaire, de rayon 0,60 m, en forme d’éventail, symétrique par rapport à la verticale et ouvert à 120°. Cet observateur a l’impression saisissante que les formes parfaitement symétriques des Vivants, sauf l’aigle qui regarde à droite, jaillissent d’une surface presque plane qui le surplombe alors qu’elles sont coincées à leur base dans l’angle de 2 murs orthogonaux.
Le procédé choisi par le sculpteur a été d’ordonner la composition selon deux directions perpendiculaires, horizontale et verticale correspondant à celles des ailes et des corps. 
La moitié environ de la surface apparente est occupée par un bandeau horizontal constitué par les ailes dont l’ampleur latérale et la symétrie matérialisent un plan quasi vertical en léger surplomb. La similitude des ailes des quatre Vivants avec les mêmes trois rangées de rémiges donne à l’ensemble des sculptures une cohérence d’ensemble. De même, pour chacun, l’arrondi supérieur des ailes se rapproche latéralement du contour apparent de l’ensemble sculpté.
Les corps des Vivants sont disposés selon une large bande verticale centrale. Pour la simplicité et la subtilité de la composition, selon une disposition ternaire, ils comportent 3 parties de hauteur analogue, selon une disproportion étudiée de leur volume respectif : la tête, la poitrine ou le poitrail, et les deux membres antérieurs qui saisissent l’Évangile par la tranche, sauf dans le cas de l’aigle où le livre est ouvert.
La tête de l’homme est particulièrement expressive par la forme ovale de son visage, son regard de ravi, sa courte chevelure bouclée en saillie sur le front et partagée au milieu par une raie. Elle s’apparente à celle du manant représenté horizontalement sur l’imposte de la grande arcade de la 2e travée de la nef romane. Le regard de l’homme avec ses yeux malicieux aux prunelles creusées donne au spectateur l’impression saisissante de venir se planter dans son propre regard.
Les plis du vêtement sont savamment disposés selon 3 mouvements faisant ressortir d’abord l’arrondi des épaules dans la forme stylisée des personnages de l'art roman, puis le justaucorps est traité en plis rapprochés verticaux sous une encolure et enfin les avant-bras comportent des plis horizontaux plus saillants et plus irréguliers.
Les mains de l’homme prolongent les bras dans un geste très élégant, avec les 2 pouces appuyés horizontalement sur le haut du livre et complètent une composition harmonieuse et travaillée qui en fait d’autant plus ressortir la noblesse comme la fragilité que, sur les trompes des Vivants qui l’entourent, l’animalité s’exprime dans la férocité du lion et la puissance du taureau.
Les sculptures des deux fauves ont une disposition identique. Le lion a le regard féroce et la gueule ouverte d’un carnassier prêt à rugir. Le mufle du taureau respire la force bestiale.
L’ornementation de leur poitrail est stylisée : quelques grosses touffes de poils à l’encolure qui se prolongent en forme d’écailles pour le lion et de nombreux plis rayonnants saillant et s’épaississant vers le haut pour le fanon du taureau.
Par leurs extrémités, griffes et sabots, les Vivants, saisissent un livre dont le dos est décoré.
L’aigle a un port altier. Son bec d’oiseau de proie est bien dessiné. Son œil scrute l’infini des cieux. Son caractère éthéré est accentué par la plus grande surface des méplats qui le sous-tendent où sont inscrits deux mots seulement : « ASTRA » ce qui veut dire « l'étoile » et « Ioh[ann]es » « Jean ». Jean est l’apôtre et le mystique dont l’esprit est orienté vers le ciel comme l’aigle qui le symbolise.
Cette œuvre d’une facture savante et très composée est l’œuvre d’un maître anonyme unique qui n’en était pas à sa première réalisation et connaissait la statuaire de Saint Gilles et de Saint Trophime et des coupoles d’Avignon et de la Provence du Nord.

### Les inscriptions latines: Quatre vers héxamétriques du poète latin Sedulius
Le fond des sculptures en haut relief est constitué par des méplats sur lesquels sont gravées les inscriptions latines sur des lignes superposées, avec une exception pour l’aigle dont la tête est surmontée d’une inscription placée dans un cintre circulaire épousant la forme du contour supérieur.
L’étude la plus récente consacrée à ces inscriptions latines date de 1912). 
L'inscription relative à chaque vivant est l’un des quatre vers hexamétriques 355 à 358 du Premier livre du poème latin ‘CARMEN PASCHALE’ dont l’auteur est Coelius Sedulius, poète spirituel latin du Ve - VIe siècle connu de nos jours pour avoir composé l’hymne A solis ortus cardine en l’honneur de la Vierge Marie chantée au répertoire grégorien pour le temps de Noël.
Cet auteur était célèbre au Moyen Âge. Il écrivait en vers hexamétriques, comme les grands poètes latins de la période classique et il a pu être honoré alors avec une certaine emphase du titre de Virgile chrétien car son poème Carmen Paschale était une synthèse de la foi chrétienne, écrite sous forme d’épopée, pour glorifier les grandes figures de la Bible, en cinq livres et 1774 vers.
À chacune des figures du Tétramorphe correspond un vers : les vers 355 pour l’homme de saint Matthieu à la trompe NE de la coupole, 356 pour le lion de saint Marc au NO, 357 pour le taureau de saint Luc au SE et 358 pour l’aigle de saint Jean au SO. (Remarque 1)
Mt Hoc Matthaeus agens hominem generaliter implet, 355

Mc Marcus ut alta fremit vox per deserta leonis, 356
 
Lc Iura sacerdotii Lucas tenet ore iuvenci, 357

Je More volans aquilae verbo petit astra Johannes. 358

Dans les inscriptions, au vers 356, fremit au présent de l’indicatif est changé en fremens participe présent et, au vers 358, il manque le a de aquilae écrit ici phonétiquement « aquile ».
La traduction de ces vers est la suivante : 
Matthieu en représentant l’homme accomplit d’une manière complète

Marc rugit comme la voix du lion à travers le désert
Luc présente comme les droits du sacerdoce par la gueule du jeune taureau 
Jean volant à la manière d’un aigle fait monter vers le ciel par sa parole
La situation relative des Vivants dans la coupole suit, dans le sens des aiguilles d’une montre, l’ordre suivant : Homme de Matthieu, taureau de Luc, aigle de Jean, lion de Marc. Elle a été retenue pour présenter l’étude épigraphique qui suit. Elle est différente de l’ordre des Vivants dans le poème.

### Étude épigraphique des inscriptions latines
La lecture à distance de ces inscriptions d'environ 5 cm de hauteur mais qui sont situées à 12 mètres de hauteur s’avère très difficile même sous un bon éclairage naturel, du fait de la distance, de la patine, des salissures et des détériorations. Les inscriptions latines ont pu être restituées à partir d’excellentes photos en couleur des Vivants, récentes, de l’année 2006
Dans les inscriptions, les mots ne sont pas séparés, les syllabes sont respectées et disposées à la suite en lignes superposées selon l’espace dont dispose le lapicide. Les inscriptions ont été contrôlées soigneusement par le maître d’œuvre, il n’y apparaît aucune faute de césure. Certains mots sont contractés ou des lettres sont ligaturées en un seul signe graphique. La plupart des lettres sont en capitales romaines où le U et le V s’écrivent V et le I et le J s’écrivent I mais il y a quelques onciales. 
Au laboratoire du LAMM, les photos ont été agrandies par scannage ou numérisation puis les inscriptions restituées à l’aide des logiciels Adobe Illustrator et Adobe Photoshop. Ces logiciels de dessin assisté par ordinateur permettent (entre autres) de rétablir comme s’il était vu de face un texte écrit sur une surface sensiblement plane mais vue en perspective.
Deux sortes de traits ont été retenus pour transcrire le contour des lettres : le trait plein s’il est net et le pointillé s’il est visible mais flou. Le relevé est sans artefact et ne comporte aucune interprétation.
La synthèse de cette étude infographique est présentée dans les Planches 1 à 4 relatives aux inscriptions des quatre Vivants pris toujours dans le même ordre. Chaque planche comporte en tête une photo de rappel. Puis chacune des parties de l’inscription, présentées de gauche à droite et de bas en haut pour le spectateur, comporte une photo partielle, en négatif, pour faire ressortir les lettres pour leur restitution. Approximativement les lettres sont à l’échelle 1:5.
Les lettres abîmées sont portées en italique dans le titre de la Planche.
Homme de St Matthieu : Toutes les lettres sont des capitales romaines. 
Sur le méplat supérieur, à gauche de la tête dans HOC, le O diminué est surimposé sur la barre horizontale du H et le C est ligaturé à la jambe droite du H, à droite Matthaevs est contracté en MT surligné. La fin du vers hexamètrique figure dans son intégralité en trois parties. À gauche, dans HOMINEM, le I est surimposé dans l’axe du M, le N et le E ont une jambe commune et le M de l’accusatif est signifié par une barre sur le E final. Au centre, sur l’écu, les deux syllabes GE et NE sont séparées par 3 sillons verticaux. Sur le méplat de droite, le I de hauteur réduite surmonte la barre horizontale du L de LITER et le I de IMPLET est surimposé dans l’axe du M.
Taureau de Saint Luc : Toutes les lettres sont des capitales romaines sauf les E du 4e mot TENET en onciales. L’effort de symétrie dans la sculpture comme dans la taille des lettres est patent.
À la base du méplat gauche, un éclat s’est détaché emportant la moitié inférieure de CERDO dans lequel le O est surimposé sur le dos du D. L’inscription centrale tenue par les sabots du taureau est particulièrement soignée : le A du LVCAS est réduit et élégamment disposé entre le C et le S et les 2 E de TENET sont oncialisés et ligaturés avec la jambe des T, créant un effet intéressant de symétrie. L’ensemble est souligné par une ligne de 5 petits O sur la tranche. Sur le méplat gauche, les lettres sont élargies pour occuper l’espace.
Aigle de Saint Jean : Le bandeau supérieur cintré est abîmé dans sa partie centrale. On y distingue à gauche dans le premier mot MORE, O surimposé sur le M, R ligaturé avec la jambe droite du M, puis E suivi du premier jambage du V de VOLANS. Il manque les lettres O LANS AQUI emportées par l’érosion. Seule la base des syllabes LE VER qui suivent est visible puis suivent BOPETIT (B abîmé), le I de PETIT étant placé sous le trait formé par les barres horizontales des 2 T.
Sur le méplat gauche, ASTRA en capitales est très lisible. À droite, lO est en capitales, O décoré de 2 petits appendices, surmontant HES contraction de H[ANN]ES traité en onciales. La hampe du H est ornée et barrée horizontalement en forme de croix. Cet ornement rappelle la présence de Jean au pied de la Croix lors de la Crucifixion.
Lion de Saint Marc : Toutes les lettres sont des capitales romaines sauf le E de DESERTA ligaturé au jambage du D qui est une onciale.
Sur le méplat à gauche, le A de MARCUS se surimpose sur la partie centrale du M et les deux V de MARCVS et VT sont de hauteur réduite. L’inscription sur l’écu est malhabile. Il semble que le sculpteur ait d’abord gravé le M et le V de MENS et VOX et qu’il ait manqué d’espace pour intercaler le E de ENS, EN traité en E surligné, et oublié un moment le X de VOX qui a été rajouté aplati au-dessus du O et vient toucher la griffe du lion. Elle est soulignée par une ligne en chevrons. Sur le méplat droit, PER est contracté en P sans E ni R, dans DESERTA, le premier E est oncialisé et surimposé sur le dos du D, les autres lettres de DESERTA et LEONIS étant des capitales.
La graphie en capitales romaines, sauf les E traités en onciales lorsqu’ils sont liés à d’autres lettres, participe à la cohérence majestueuse de l’ensemble sculpté. Le travail du lapicide frappe par sa régularité et sa qualité.
À l’origine, les quatre vivants, symboles cosmiques ailés, étaient placés dans un ciel bleu azur et les inscriptions étaient peintes en ocre, ainsi que le montre la vue d’artiste de la planche 5 qui comporte trois variantes pour la représentation du ciel.

### Inscriptions latines de la coupole et genèse de l'iconographie romane
Les symboles des Évangélistes sont un thème d’inspiration privilégié de l’iconographie romane. C’est ainsi qu’en Provence, ils ornent la coupole de la cathédrale d’Aix, mais aussi les coupoles des cathédrales d’Avignon, de Cavaillon, de l’ancienne Major de Marseille, de Vaison et d’Apt (nef latérale) ainsi que des églises de Valréas, du Thor et de Malaucène. Ils figurent également trois fois dans le cloître roman de St Sauveur d’abord aux coins du cloître puis sur deux de ses chapiteaux et par centaines dans la statuaire des monuments romans de France et de toute la Chrétienté. 
Enfin, le Christ royal entouré des 4 Vivants décore le fronton des grandes cathédrales romanes, en particulier Arles, Chartres au portail Ouest, Poitiers et Angoulême, et de très nombreuses églises romanes dont celle bien connue en Provence du monastère de Ganagobie.
Aucune de ces représentations des Vivants ne comporte d’inscription.
Les aspects religieux et théologiques de ce thème iconographique ont été développés par les Pères de l’Église latine, St Irénée, St Ambroise, St Augustin et St Jérôme du IIe au Ve siècle.
Ces derniers sont restés dans l’esprit de beaucoup de nos contemporains comme les avant-derniers témoins d’une littérature latine postclassique originale qui s’est développée avec les pères de l’Église latine au début de l’ère chrétienne et dont le développement a connu une longue éclipse pendant les périodes mérovingienne et carolingienne avant de jeter ses derniers feux à l’avènement de saint Bernard et de saint Thomas d’Aquin aux XIIe et XIIIe siècles. 
C’est oublier que le développement culturel de l’Europe occidentale dans la deuxième moitié du premier millénaire, la période de gestation de l’art roman, a été d’une très grande créativité. 
Les états de la chrétienté pratiquaient le diglossisme comme c’est encore partiellement le cas dans la Grèce contemporaine. S’ils parlaient de nombreuses langues démotiques, romanes, germaniques ou slaves, ils partageaient une langue savante commune, le latin, parlée et écrite par les hommes d’église, les érudits et les universitaires, les hommes de loi et les fonctionnaires royaux ou féodaux.
Une littérature d’inspiration religieuse se développe alors dans laquelle l’Histoire est traitée dans un style épique, hagiographique, parfois apocalyptique, qui laisse place à l’imagination et au mystère et parle au cœur de l’homme du Moyen Âge. Citons ici quelques auteurs représentatifs de la période pré-romane : Grégoire de Tours, Venance Fortunat, Isidore et Théodulfe, tous deux Wisigoths d’origine, Alcuin le réformateur carolingien, les deux Sedulius, Odon...
En juxtaposant les figures mystérieuses des Vivants et les inscriptions latines qui les ont inspirées, les chanoines lettrés d’Aix, maîtres d’œuvre de la coupole de la nef romane, ont effectué une démarche dont il faut souligner le caractère exceptionnel (Remarque 2). Cette démarche permet de comprendre la genèse dans l’art roman du thème des Symboles des Évangélistes, le thème le plus répandu de l’iconographie romane, non seulement en Provence mais dans toute la Chrétienté occidentale.

### Remarques
(1)Pour bien comprendre les inscriptions, il faut les replacer dans l’envoi du Livre Premier du ‘Carmen Paschale’ de Sedulius qui est une invocation au Christ. Les vers latins se réfèrent à la symbolique religieuse du chiffre 4, développée dans Adversus Haereses (III, 9 à 11) de Saint Irénée au IIe siècle :
Christe fave votis qui mundum in morte jacentem vers 351 à 354
Vivificare volens quondam terrena petisti
Caelitus humanam dignatus sumere formam
Sic aliena gerens ut nec tua linquere posses.
Inscriptions (voir ci-dessus p. 2) vers 355 à 358 
Quatuor hi proceres una te voce canentes vers 359 & 360
Tempora ceu totidem latum sparguntur in orbem.
La traduction est la suivante :
O Christ, sois favorable à nos vœux, toi qui, voulant faire revenir à la vie le monde reposant dans la mort, a demandé, venant une fois pour toutes du ciel, en daignant assumer une forme humaine étrangère à la tienne, de ne pas pouvoir échapper à la mort terrestre.
Ces quatre maîtres éminents te chantant d’une seule voix sont disséminés autant de fois que leur nombre aux (quatre) coins de l’Univers.
(2)En Provence, les seules inscriptions latines dont l’importance soit comparable à celles de la coupole d’Aix sont celles du cloître de Vaison la Romaine. Elles se référent, elles aussi, à la symbolique numérique du chiffre 4 mais ont un caractère anecdotique et ne présentent pas de lien avec les sculptures ou ornementations du cloître qu’elles dominent.
En Bourgogne, le musée archéologique de Dijon conserve de la période romane le Christ en Majesté de Saint Bénigne entouré des quatre Vivants. Il tient dans la main gauche une inscription inspirée d’un des derniers versets de l’Apocalypse (Ap 22, 13) qu’une autre inscription sur le cintre complète et précise. Ces deux premières inscriptions se rapportent au Christ en Majesté mais pas aux symboles des quatre Évangélistes.

### Planches
(1)Coupole de la nef romane – Inscriptions de l’Homme de St Matthieu - trompe NE
HOC MT A GENS HOMINE GE NE RA LITER IMPLET
Infographie Marc Brion– Photo Jean Claude Carbone 
Échelle de la photo env. 1 /10 Échelle des inscriptions env. 1/5
(2)Coupole de la nef romane – Inscriptions du Taureau de St Luc - trompe SE
IV RASA CERDOCII LVCAS T€N€T O REIV VENCI
Infographie Marc Brion – Photo Jean Claude Carbone 
Échelle de la photo env. 1 /10 Échelle des inscriptions env. 1/5
(3)Coupole de la nef romane – Inscriptions de l’Aigle de St Jean - trompe SO
MOREV [] LEVERBOPETIT AS TRA IO h€S
Infographie Marc Brion– Photo Jean Claude Carbone 
Échelle de la photo env. 1 /10 Échelle des inscriptions env. 1/5
(4)Coupole de la nef romane – Inscriptions du Lion de St Marc - trompe NO
MAR CVSUT ALTAFRE MESVOX PD€ SERTA LEONIS
Infographie Marc Brion– Photo Jean Claude Carbone 
Échelle de la photo env. 1 /10 Échelle des inscriptions env. 1/5
(5)VUES D'ARTISTE DE L’HOMME DE ST MATTHIEU TEL QU’IL APPARAISSAIT À L’ORIGINE SUR UN FOND DE CIEL BLEU & AVEC DES CARACTÈRES PEINTS À L’OCRE
Variantes (1), (2) et (3)
Infographie Marc Brion– Photo Jean Claude Carbone